# Sendangkulon
Sendangkulon is een bestuurslaag in het regentschap Kendal van de provincie Midden-Java, Indonesië. Sendangkulon telt 4988 inwoners (volkstelling 2010).